# Koningin Sophia-Vereeniging tot Bescherming van Dieren
De Koningin Sophia-Vereeniging tot Bescherming van Dieren  is een van de oudste dierenbeschermingsorganisaties in Nederland en richt zich op de bescherming van huisdieren door voorlichting over de aanschaf, hun natuurlijke gedrag en ideale verzorging. Daarnaast zet de vereniging zich met politieke lobby in voor beschermende wetgeving en een strenge controle.

## Geschiedenis
In 1867 werd de vereniging gesticht door de lijfarts van koningin Sophie van Württemberg, de eerste echtgenote van Willem III der Nederlanden. Sophia werd de beschermvrouw van de organisatie, die ook naar haar werd vernoemd. Tijdens de watersnood van 1953 kreeg de Sophia-Vereeniging nationale bekendheid doordat ze veel dieren redde van de verdrinkingsdood.
De aandacht van de Sophia-Vereeniging gaat van oudsher uit naar gezelschaps- en stadsdieren, maar de vereniging behartigde ook de belangen van dieren in de bio-industrie, proefdieren en circusdieren. Tegenwoordig richt ze zich alleen op huisdieren, komt op voor dierenrechten en gaat in het verweer tegen dierenmishandeling.